# Hoftaverne Schlägl

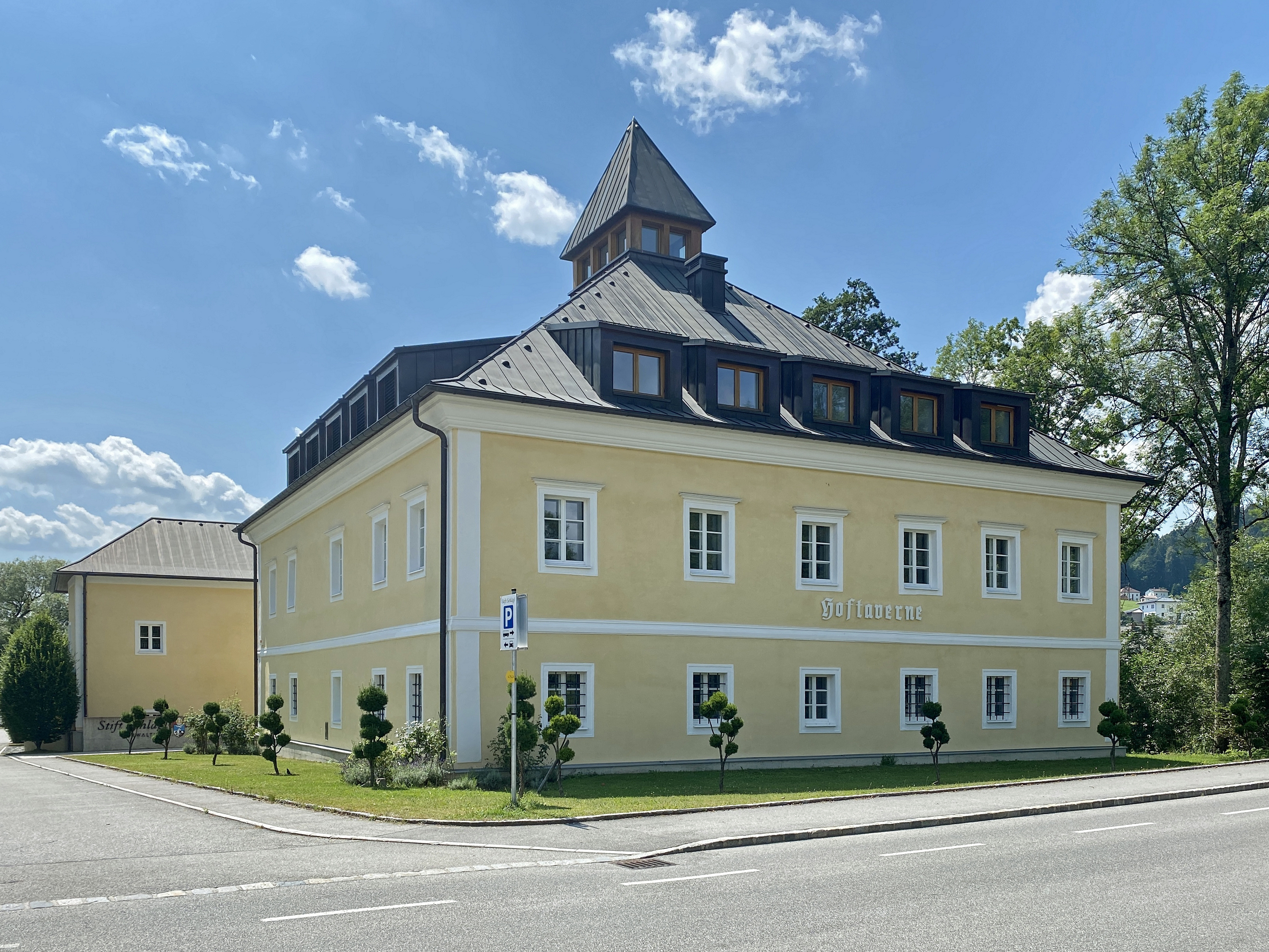
Hoftaverne in Schlägl (2022)

Die ehemalige Hoftaverne steht nordwestlich des Stiftes Schlägl in der Marktgemeinde Aigen-Schlägl im oberen Mühlviertel in Oberösterreich. Das Gebäude steht unter Denkmalschutz (Listeneintrag).

## Geschichte

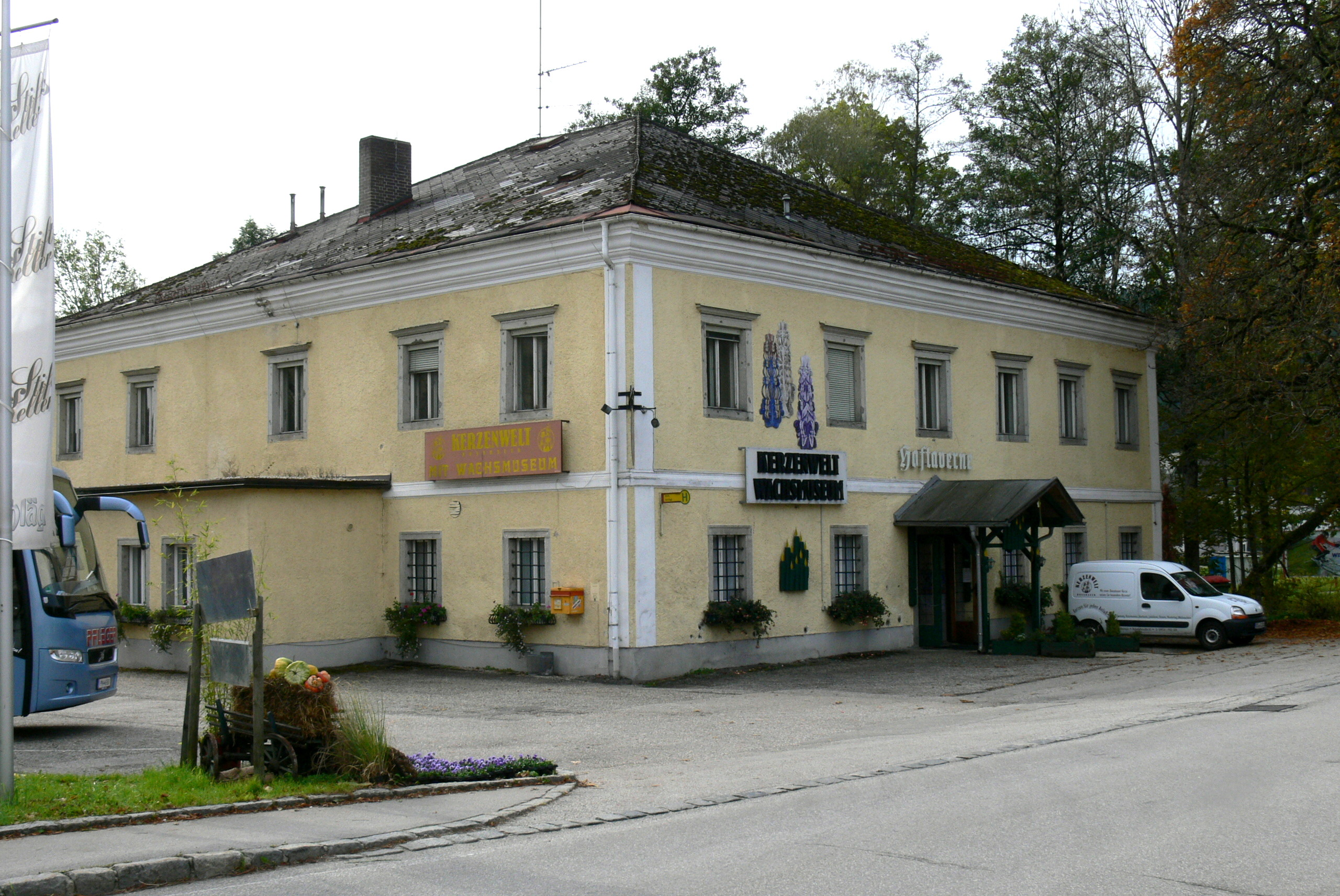
Hoftaverne als Wachsmuseum (2011)

Das 1619 errichtete Gebäude wurde 1840 und 1960 umgebaut. Es erhielt 1992 erhielt einen südlichen Anbau. Bis 1976 wurde das Gebäude als Gaststätte genutzt. Danach fand es als Wachszieherei und Wachsmuseum Verwendung. Die ehemalige Hoftaverne wurde 2015 saniert und dient seitdem als Verwaltungsgebäude des Stiftes Schlägl.

## Architektur
Das breit gelagerte zweigeschoßige Gebäude unter einem Walmdach zeigt Fassaden mit einer Putzrahmengliederung wohl um 1840, die Fenster im Obergeschoß haben Steingewände und zeigen eine frühbarocke gerade Verdachungen. Im Gebäudeinneren gibt es Riemlingdecken mit Unterzügen und ein Platzlgewölbe um 1840.